# Publi Furi Fil (magistrat)
Publi Furi Fil (en llatí Publius Furius Philus) va ser un magistrat romà del segle iii aC. Formava part de la gens Fúria, una gens romana d'origen patrici de gran antiguitat.
Era fill de Publi Furi Fil (Publius Furius SP. F. M. N. Philus), cònsol l'any 223 aC. Va ser el que va informar a Escipió el 216 aC, després de la batalla de Cannes, del propòsit de Luci Cecili Metel i altres joves nobles, d'abandonar Itàlia. Només va exercir magistratures menors.